# Epitheliotropes T-Zell-Lymphom des Hundes

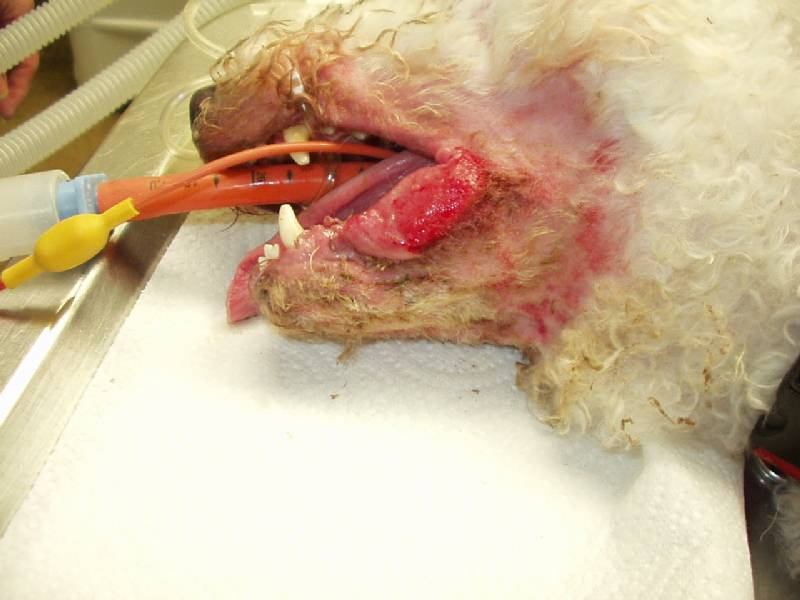
Epitheliotropes T-Zell-Lymphom an der Lefze eines Hundes

Das Epitheliotrope T-Zell-Lymphom des Hundes ist ein Lymphom der Haut bei Haushunden. Das Erscheinungsbild ist sehr variabel, weshalb die Diagnose nur anhand einer Biopsie gestellt werden kann. Zur Behandlung werden vor allem Chemotherapeutika eingesetzt, die Prognose ist schlecht.

## Klinisches Bild und Diagnose
Das klinische Bild dieser Tumorerkrankung ist sehr variabel und wird in vier Formen unterteilt:
1. Die exfoliative Erythrodermie ist durch eine ausgedehnte Hautrötung (Erythema), Schuppen, Depigmentierung, Haarausfall und Juckreiz an Kopf und Rumpf gekennzeichnet. Eine Lymphknotenschwellung kann auftreten. Die exfoliative Erythrodermie geht meist in die dritte Form über. Differentialdiagnostisch sind hier vor allem Sarcoptes-Räude, Cheyletiellose, Atopische Dermatitis, Futterallergie, Vaskulitis und Verhornungsstörungen, bei Hunden mit Aufenthalt in Südeuropa auch Leishmaniose abzugrenzen.
2. Mukokutane Läsionen, also Veränderungen an den Haut-Schleimhaut-Übergängen, treten in Form von Rötung, Depigmentierung, Haarausfall, Erosionen und Geschwüren auf. Hierbei ist vor allem das Gesicht betroffen und die Veränderungen sind beidseitig symmetrisch. Abzugrenzen sind hier vor allem Lupus erythematodes, Pemphigus foliaceus, Pemphigus vulgaris und Erythema exsudativum multiforme.
3. Plaques und Knoten können entweder einzeln oder in Gruppen auftreten. Die sind gerötet, verkrustet und neigen zu Erosion und Geschwürbildung, welche sich zu größeren Gebilden vereinigen können (Koaleszenz). Im fortgeschrittenen Stadium sind die regionären Lymphknoten beteiligt. Hier müssen differentialdiagnostisch andere Tumoren, Hautinfektionen wie Leishmaniose, Kerion, Mykobakteriose, Pannikulitis und Pyogranulome abgeklärt werden.
4. Ulzera der Maulschleimhaut können auf der Zunge, am Gaumen oder im Bereich des Zahnfleisches auftreten. Hier müssen chronische Zahnfleischentzündungen anderer Genese abgegrenzt werden.

Die Diagnose wird anhand von Hautbiopsien gestellt. Histopathologisch ist hierbei eine Infiltration der Haut mit neoplastischen T-Lymphozyten nachweisbar. Anders als beim Mycosis fungoides des Menschen sind in der Mehrzahl der Fälle die Zellen CD4(-) und CD8(+).

## Behandlung
Eine lokale Behandlung wie beim Menschen ist beim Hund nicht etabliert, da die Diagnose meist erst in einem fortgeschrittenen Stadium gestellt wird. Am besten ist die perorale Behandlung mit Lomustin erprobt. In einer Studie sprachen 83 % der Hunde auf diesen Wirkstoff an, bei 26 % wurde eine vollständige Remission erzielt.
Auch eine Chemotherapie mit Doxorubicin, Asparaginase oder mit Protokollen mit Cyclophosphamid, Vincristin und Prednisolon können versucht werden. Ältere Studien konnten auch mit der Gabe von Isotretinoin und mehrfach ungesättigten Fettsäuren eine Remission erzielen. Einzelne Knoten können auch chirurgisch entfernt werden.
Die Prognose ist ungünstig. Die Überlebenszeit beträgt zwei Wochen bis zwei Jahre. Je früher die Diagnose gestellt und Therapie begonnen wird, umso länger ist die Überlebenszeit.